# Войнар, Ежи
Ежи Войнар (пол. Jerzy Wojnar; 7 октября 1930, Львов, Польша — 2 февраля 2005, Варшава, Польша) — польский саночник, двукратный чемпион мира, выступавший за сборную Польши в середине 1950-х — конце 1960-х годов. Принимал участие в двух зимних Олимпийских играх, но не смог выиграть ни одной медали. На соревнованиях 1964 года в Инсбруке финишировал крайне неудачно, заняв в итоге лишь двадцать восьмое место, на играх 1968 года в Гренобле боролся за подиум, но смог подняться только до восьмой позиции.
Ежи Войнар является обладателем трёх медалей чемпионатов мира, в его послужном списке две золотые награды (1958, 1961) и одна серебряная (1962) — все три за состязания в программе мужских одиночных заездов. Спортсмен регулярно участвовал в заездах чемпионатов Европы, однако не получил ни одного призового места.